# Союз юристів України
Союз юристів України — громадська організація, що об'єднує діячів правової сфери України.
Мета діяльності — встановлення верховенства права в Україні, сприяння юристам України в задоволенні та захисті їхніх професійних і соціальних потреб, підвищенні рівня їхньої громадської активності, посиленні впливу представників правової сфери на суспільно-політичні процеси країни, співробітництва в розробці та реалізації державної правової політики.

## Історія
Організація заснована 15 травня 1991 р. як Спілка юристів України та зареєстрована Міністерством юстиції України 28 червня того ж року.
14–15 травня 1991 р. у м. Києві відбувся Установчий з'їзд Союзу юристів України. В його роботі взяли участь понад 400 делегатів від Автономної Республіки Крим, усіх областей, міст Києва і Севастополя. Вони представляли всі без винятку категорії юридичних працівників України. З'їзд ухвалив рішення про утворення Союзу, затвердив Статут, обрав Раду Союзу, Контрольну комісію та Комісію з питань професійної етики. 28 червня 1991 р. Союз юристів України був зареєстрований Міністерством юстиції УРСР (Свідоцтво № 97). Згодом були затверджені Положення про керівні органи Союзу та його регіональні організації, символіка Союзу, емблема та нагрудний знак члена Союзу. Утворені постійні комісії і секції виконкому та Ради Союзу.
Ініціаторами створення Всеукраїнської добровільної громадської організації — Союз юристів України (до VI з'їзду — Спілка юристів України) — є юристи органів юстиції, суду, прокуратури, внутрішніх справ, служби безпеки України, Інституту держави і права АН УРСР та Національної української юридичної академії.
Для підготовки Установчого з'їзду Союзу вони утворили організаційний комітет, який очолив директор Інституту держави і права АН УРСР академік Ю. С. Шемшученко.
6 жовтня 2003 р. виконавчим комітетом Спілки юристів України було ухвалено рішення про створення консультативно-експертного та дорадчого органу спілки — Всеукраїнської юридичної ради — з метою заповнення існуючих прогалин щодо надання юридичних експертиз законопроєктів і чинного законодавства, висновків щодо узагальнення практики тощо.
З січня 2006 р. має назву Союз юристів України.
Головною метою Союзу є сприяння юристам України в задоволенні і захисті своїх професійних та соціальних інтересів, розвитку їх громадської активності, участі в розробці і реалізації державної правової політики.
Союз складається з індивідуальних, колективних та асоційованих членів, кількість яких з кожним роком зростає.
Активними членами оргкомітету були відомі юристи:
М. М. Бурлаков, В. Г. Бурчак, Т. В. Варфоломеєва, Г. К. Ковтун, Г. С. Ключко, Г. О. Мурашин, В. Ф. Опришко, В. П. Пастухов, В. К. Стринжа, В. О. Сумін, М. П. Тонконог, В. М. Черниш та інші.
Колективними членами союзу є, зокрема, Українська нотаріальна палата, Академія правових наук України, Національна юридична академія ім. Ярослава Мудрого, Національна академія внутрішніх справ України тощо.
Союз є співзасновником, зокрема, Світового конгресу українських юристів, Українського союзу промисловців і підприємців, громадського об'єднання «Нова Україна», інформаційного агентства «УНІАН», газети «Юридичний вісник України» тощо.
Сьогодні це найсильніше і найчисельніше громадське об'єднання юристів України. У його складі понад 100 тисяч індивідуальних членів та майже стільки ж юристів в установах, на підприємствах і в організаціях, що є її колективними членами і галузевими асоціаціями. Організації Союзу діють у всіх регіонах країни.
Індивідуальні члени Союзу об'єднані в первинні організації, що створені в державних та правоохоронних органах, на підприємствах, в установах і організаціях, наукових і навчальних закладах.
Первинні організації об'єднані у міські та районні організації, а останні — в організацію Союзу юристів Автономної Республіки Крим, обласні та Київську і Севастопольську міські організації.
Найвищим керівним органом Союзу є з'їзд, що скликається раз на 5 років.
Очолює Союз його голова, який обирається з'їздом.
Розробки та досягнення:
Схвальну оцінку отримали розроблені за участю членів Союзу проєкти Конституції України, законів та декретів Уряду: «Про об'єднання громадян», «Про інтелектуальну власність», «Про захист іноземних інвестицій» (нова редакція), «Про заклад», «Про гарантії», «Про державну підтримку підприємництва в Україні», «Про регулювання лобізму», «Про зовнішньоекономічну діяльність», «Про реєстрацію фізичних осіб в Україні», «Про вибори народних депутатів України», «Про боротьбу з корупцією», «Про захист прав споживачів», «Про статус ветеранів війни, гарантії їх соціального захисту», концепції розвитку юридичної науки і освіти, судової та адміністративної реформ, пакетів документів з економічних проблем та боротьби зі злочинністю.
Союз є співавтором закону «Про Конституційний суд» та інших законів і кодексів, що регулюють діяльність правоохоронних органів. Це сприяє не лише підвищенню ефективності правоохоронної системи, а й більшій захищеності самих юристів.
Союзу належить ініціатива проведення Всеукраїнського громадського форуму на підтримку Конституційної реформи. Ця ідея знайшла підтримку багатьох громадських організацій України. Форум відбувся 2 квітня 2004 року в Києві в національному палаці «Україна». Його делегати підтримали позицію Союзу стосовно того, що реформа політичної системи є загальною потребою часу. Вона сприяє створенню умов для переходу країни до сталого розвитку, здійсненню подальших демократичних перетворень, розширенню участі громадськості в прийнятті життєво важливих для держави і суспільства рішень, що забезпечить входження України до європейської спільноти.
Проведенню форуму передувало широке обговорення основних положень реформи політичної системи на зборах, конференціях, засіданнях «круглих столів», в яких взяло участь близько трьох мільйонів громадян.
Вагомий внесок в законотворчий процес зробили Експертно-аналітичний центр Союзу з питань права, державотворення і підприємництва та Всеукраїнська юридична рада.
Громадська діяльність.
Щорічно члени Союзу виконують значний обсяг роботи з правової допомоги населенню, правової освіти і пропаганди.
Великого суспільного значення набули започатковані Союзом всеукраїнські конкурси на найкраще юридичне видання і найкраще професійне досягнення «Юрист року».
Союз турбується й про підвищення професійної майстерності та збагачення вітчизняним і зарубіжним досвідом самих юристів.
Разом із комітетами Верховної   Ради   України, державними   органами, науковими установами, навчальними закладами та іншими громадськими організаціями було проведено багато вітчизняних і міжнародних заходів. Зокрема, міжнародні науково-практичні симпозіуми з питань економічних реформ та управління народним господарством — «Український ринок: шлях становлення та перспективи», «Роздержавлення та приватизація в умовах незалежної України», науково-практичні конференції: «Проблеми реформування державної влади: конституційні та управлінські аспекти», «Правова система України: теорія і практика», «Проблеми боротьби зі злочинністю в Україні»; науково-практичні семінари: «Земельне і аграрне законодавство України: проблеми та рішення», «Правове регулювання інвестиційної діяльності в Україні»; «Законодавство України про землю», «Право і підприємництво»; засідання круглих столів: «Проблеми утворення системи реального суспільного контролю за діями органів влади в Україні», «Правове забезпечення розвитку малого і середнього підприємництва»; всеукраїнські семінари: «Судові та адміністративні заходи по охороні прав інтелектуальної власності», «Правове забезпечення виборчого процесу»; міжнародний семінар «Проблеми банкрутства юридичних осіб: законодавство та правозастосовна практика», науково-практичний семінар з Концепції розвитку системи правосуддя; ІІ Всеукраїнський форум юридичних фірм; міжнародна науково-практична конференція «Міжнародне економічне співробітництво України (правові проблеми)»;  парламентські слухання з судової реформи.
Союз — активний учасник програми Європейської Спілки «Співробітничати, щоб жити разом». У рамках цієї програми юристи Сходу і Заходу Європи проводять обмін думками з нагальних проблем державотворення. Члени Союзу вивчають іноземний досвід, пропагують за кордоном досягнення вітчизняної юридичної науки і практики. 3а наслідками узагальнення іноземного досвіду боротьби із організованою злочинністю і корупцією внесені пропозиції робочій групі при Президентові України по розробці нормативної бази для органів, які ведуть розслідування справ цієї категорії злочинів.
Союз підтримав й організаційно допомагає реалізації в Україні проєкту «TACIS» щодо запровадження навчальної програми для юристів приватного сектора.

## Керівництво
Голови Союзу юристів України:
- (1991—1993) Шемшученко Юрій Сергійович;
- (1993—1995) Сумін Володимир Олександрович;
- (1995—2016) Євдокимов Валерій Олександрович;
- (з 2016) Піскун Святослав Михайлович.